# Kate Morton
Kate Morton (Berri, Australia Meridional, 19 de julio de 1976) es una novelista australiana, autora de El jardín olvidado y Las horas distantes.

## Biografía
Kate Morton es la mayor de tres hermanas. Nació el 19 de julio de 1976. Su familia se mudó varias veces antes de decidirse por Tamborine Mountain, donde asistió a una pequeña escuela rural. Le gustaba leer libros desde una edad temprana, sus favoritos son los de Enid Blyton.
Realizó la Licenciatura en Discurso y Drama en el Trinity College de Londres y luego un curso de verano de Shakespeare en la Royal Academy of Dramatic Art. Más tarde, se graduó con honores de primera clase en Literatura inglesa en la Universidad de Queensland, durante ese periodo escribió dos relatos largos (sin publicar) antes de escribir la historia que se convertiría en la novela de 2006, La Casa de Riverton.
A raíz de esto, obtuvo una beca y completó una maestría en la tragedia en la literatura victoriana. Está actualmente matriculada en un programa de doctorado, investigando las novelas contemporáneas que combinan elementos de lo gótico y el misterio de ficción.

"Mi literatura bebe de fuentes góticas, de aquello que bebí en mis lecturas juveniles, que solían ser de las hermanas Brontë, Dickens, Daphne du Maurier, Poe o Lucy Clifford, por poner ejemplos de la literatura victoriana que estudié"
Kate Morton

Las novelas de Kate Morton han sido publicadas en 38 países y con ellas vendió tres millones de copias. La casa de Riverton fue un best seller número 1 según el Sunday Times en el Reino Unido durante el año 2007 y un best seller del New York Times en 2008. La casa de Riverton ganó el premio de Libro del Año en Ficción General en los Premios del año 2007 de Australia, realizado por la industria del libro, y fue nominado como el Libro Más Popular en los British Book Awards en 2008. Su segundo libro, El jardín olvidado, fue un éxito de ventas, con el puesto número 1 en Australia y fue superventas según The Sunday Times en el Reino Unido en 2008. En 2010, se publica la tercera novela de Morton, Las horas distantes.

## Vida privada
Kate Morton está casada con el compositor de jazz Davin Patterson y tienen tres hijos. Reside en Brisbane en Australia.

## Obras
- 2006, La casa de Riverton (The House at Riverton)
- 2008, El jardín olvidado (The Forgotten Garden)
- 2010, Las horas distantes (The Distant Hours)
- 2012, El cumpleaños secreto (The Secret Keeper)
- 2015, El último adiós (The Lake House)
- 2018, La hija del relojero (The Clockmaker's Daughter)
- 2023, De vuelta a casa (Homecoming)